# Museo di Archeologia dell'Università degli Studi di Pavia
Il Museo di Archeologia dell’Università di Pavia fu istituito nel 1819 ed è, insieme a quello di Padova, uno dei più antichi d’Italia. Il museo è situato all'interno dell'antico Ospedale San Matteo di Pavia.

## Storia

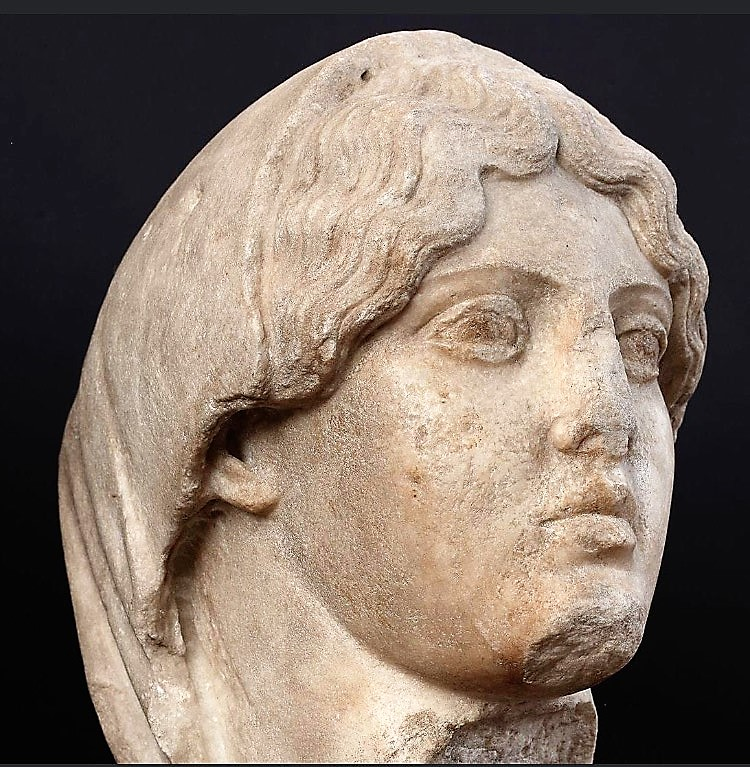
Afrodite Sosandra

Nel 1818 Pier Vittorio Aldini partecipò al concorso per la prima cattedra di Archeologia presso l'Università di Pavia, la più antica in Italia, vinto l'incarico l’anno seguente prese servizio. Il Museo di Archeologia dell’Università di Pavia nasce con il nome di “Gabinetto numismatico e antiquario” per iniziativa di Pier Vittorio Aldini, come parte integrante dell’Istituto di Archeologia fondato nel 1819, uno dei più antichi, insieme a quello di Padova, in Italia. 
La finalità prevalentemente didattica della raccolta, alimentata inizialmente da un’oculata politica di acquisti e concepita come campo di esercitazioni pratiche di archeologia e storia dell’arte classica, dà ragione del suo carattere non specialistico, ma articolato su una grande varietà di materiali, distribuiti su un arco cronologico molto esteso (dal II millennio a.C. fino alla tarda antichità). 
Alle acquisizioni di Aldini risale in gran parte la serie delle sculture in marmo, tra cui va segnalato il pezzo di maggior pregio della collezione, la splendida testa femminile, replica romana dell’Afrodite Sosadra di Calamide. Sempre negli stessi la collazzione fu arricchita un gruppo di statue in marmo di età romana provenienti da Velleia. Di notevole qualità è un ritratto femminile privato di età imperiale assegnato alla seconda metà del II secolo d.C. Interessante per la storia della circolazione dei falsi nel commercio antiquario è la presenza di alcuni pezzi di esecuzione moderna, tra cui una copia settecentesca di un ritratto del Museo Nazionale di Napoli, a lungo ritenuto originale ellenistico. 
Il nucleo originario della raccolta comprende inoltre elementi architettonici, epigrafi (tra cui due iscrizioni su lamina bronzea con prescrizioni mediche rinvenute presso la Vernavola) e oggetti appartenenti a classi diverse di manufatti (ceramica, vetri, oggetti metallici, gemme e anelli), acquisiti, anche localmente, nell’intento di offrire agli studenti un’efficace campionatura della cultura materiale dell’antichità, modernamente intesa come fonte per la storia antica. La piccola bronzistica è rappresentata da una serie di statuette di divinità provenienti da aree culturali diverse (Egitto, Magna Grecia, Etruria, mondo romano): accanto a tipi derivati dalla grande statuaria della Grecia classica, sono rappresentate figure tipicamente romane, come le statuette dei Lari, espressione del culto domestico. Dall’acquisto, nel 1831, della collezione dello scultore milanese Giovanni Battista Comolli provengono una serie di vasi dipinti di produzione apula (IV secolo a.C.) e un piccolo gruppo di ceramiche a vernice nera assegnabile a fabbriche etrusche e sud-italiche. Nel 1845 risulta già presente una piccola raccolta di materiale egizio e orientale. 
Tra i meriti dell’Aldini va ricordata l’acquisizione di una delle maggiori numismatiche formatesi a Pavia tra XVII e XVIII secolo, quella dei marchesi Bellisomi, esponenti dell’aristocrazia pavese aperti alla cultura antiquaria e illuministica. 
Un incremento significativo dei materiali del museo universitario si ebbe in seguito, negli anni ’30 del Novecento, con l’acquisizione di una serie di terrecotte figurate etrusche, donate da papa Pio XI. Nel 1933 il museo ricevette dalla Soprintendenza alle Antichità di Napoli un complesso di vasellame bronzeo e un piccolo gruppo di terrecotte architettoniche da Pompei. Nel 1940 Carlo Albizzati acquistò per il Museo, con altri materiali, due esempi interessanti di ceramografia della fine del IV secolo a.C.: un cratere volterrano sovraddipinto e un’idra campana a figure rosse. Una delle donazioni più recenti, negli anni ’70 del Novecento (un gruppo di esemplari di ceramica aretina), è dovuto ad Arturo Stenico. Nello spazio del museo è attualmente conservata un’importante statua marmorea del XV secolo raffigurante un santo vescovo (forse Sant’Agostino), già collocata nel cortile del Leano dell’Università, estranea per cronologia alla raccolta archeologica, ma comunque meritevole di valorizzazione.

## Descrizione
Il Museo è diviso in diverse collezioni:

### Le collezioni di monete e di gemme incise
Il patrimonio numismatico conta circa 8.000 pezzi divisi tra monete greche, romane repubblicane e imperiali, celtiche, tardoantiche e bizantine. La collezione di intagli (scarabei, gemme, paste vitree incise e cammei) e di anelli digitali annovera in tutto 66 esemplari di provenienza non nota. Un primo nucleo però fu acquisito dallo stesso fondatore del Museo, Pier Vittorio Aldini, mentre altri giunsero tramite donazioni, ricordiamo in particolare quella del rettore Arcangelo Spedalieri (1779- 1823) che volle lasciare nel 1820 al neonato “Gabinetto numismatico e antiquario” la sua piccola (29 monete d’oro, 300 d’argento e solo 76 di bronzo) ma ricca collezione di monete greche, romane, bizantine, medievali e moderne, quasi tutte di provenienza siciliana. Il collezionismo numismatico settecentesco a Pavia è rappresentato bene dalla raccolta di monete formata lungo tutto il Settecento da tre generazioni di rappresentanti della famiglia Bellisomi e infine donato all’Università nel 1821, essa è costituita prevalentemente da monete romane, sia repubblicane sia imperiali. Sempre tramite donazione giunse ad arricchire il patrimonio del museo anche la collezione del Marchese Stefano Bernardo Majnoni, originario di Intignano e probabilmente il più attivo e colto collezionista della prima metà dell’Ottocento in Lombardia. In particolare il Majnoni studiò e raccolse monete cufiche, sassanidi e delle zecche greche d’oriente e lasciò all’università un nucleo di monete arcaiche di Sibari, delle città greche d’Asia e romane provinciali.

### Collezione di reperti preistorici

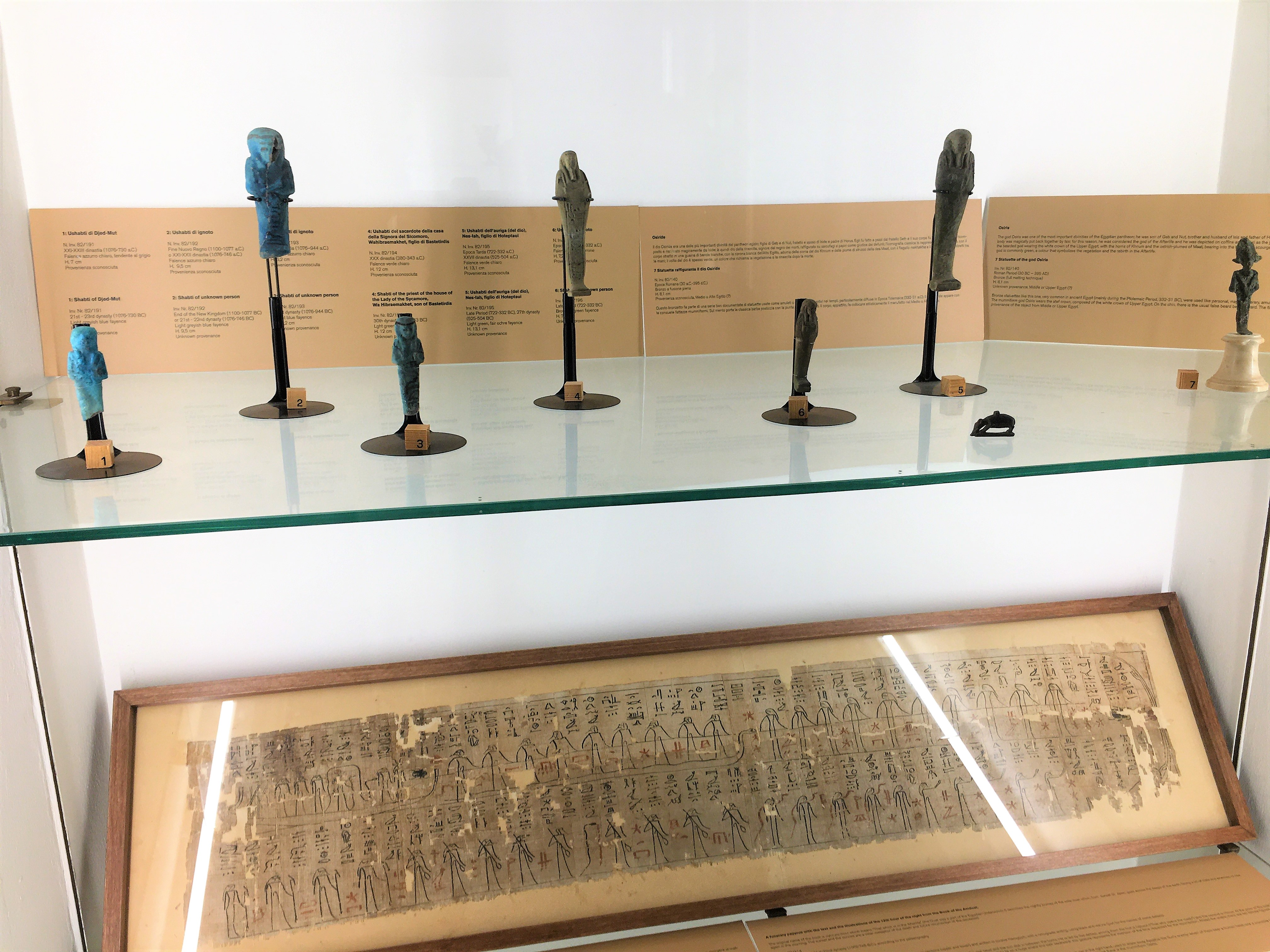
Alcuni reperti della collezione egiziana.

Si tratta di reperti provenienti da vari insediamenti lombardi: strumenti in pietra e osso, selci scheggiate e levigate, lame-raschiatoi, punte di freccia. La ceramica protostorica è di impasto grossolano e lavorata a mano. Sono poi conservati anche una punta di lancia e fibule, bracciali e anelli in bronzo, alcuni decorati a globetti. Questi reperti rappresentano il substrato di culture indigene dell'Italia settentrionale, poi soggette al processo di romanizzazione.

### Collezione egizia e orientale
La collezione egizia, iniziata intorno al 1845, è formata da due mummie (una femminile integra e una maschile di cui si possiede solo la testa) e oggetti provenienti da contesti funerari: ushabti, un papiro dell'Amduat, che racconta il viaggio notturno del Sole e figure in legno dipinto ricomposte in fase di restauro in una mummy board lavorata a intaglio, quasi un unicum nelle collezioni egittologiche italiane. Estranea al mondo egizio è la figurina fittile, di provenienza siriana, databile tra il 2000 e il 1800 a.C.

### Collezione di ceramica magnogreca, etrusca e romana

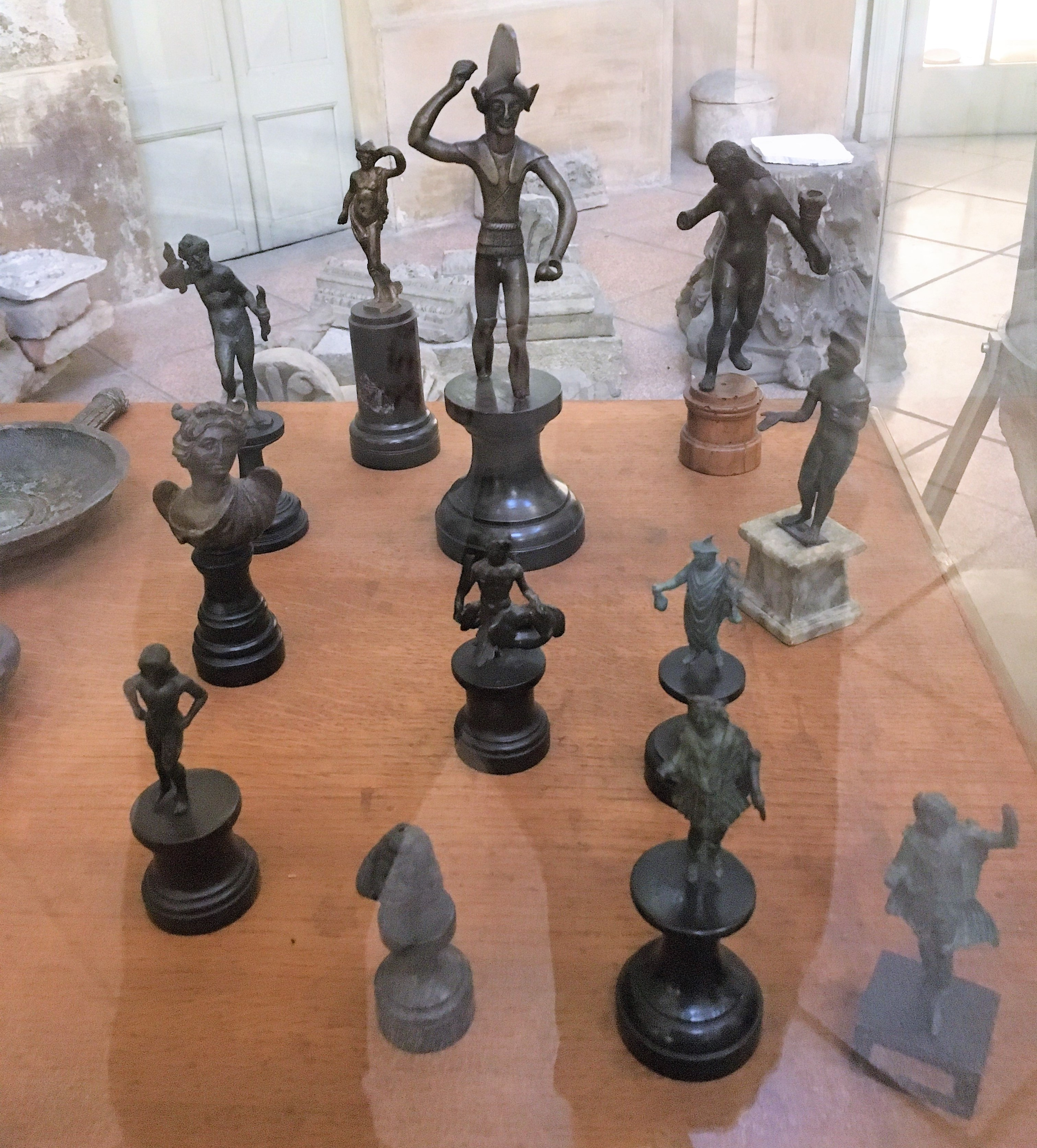
Statuette in bronzo di produzione etrusca, umbra e romana.

La collezione è formata da un gruppo di vasi apuli, di probabile provenienza funeraria, appartenuti allo scultore milanese Giovanni Battista Comolli e acquisiti nel 1831 e da due hydriai campane, giunte tra il 1929 e il 1948 grazie a Carlo Albizzati, docente di Archeologia nell’Ateneo pavese. Ma si conservano anche ceramica a vernice nera etrusco-italica e un grande cratere volterrano, senza dimenticare la produzione romana, testimoniata da ceramica da mensa, terra sigillata e anfore.

### Collezione di ex-voto fittili etruschi

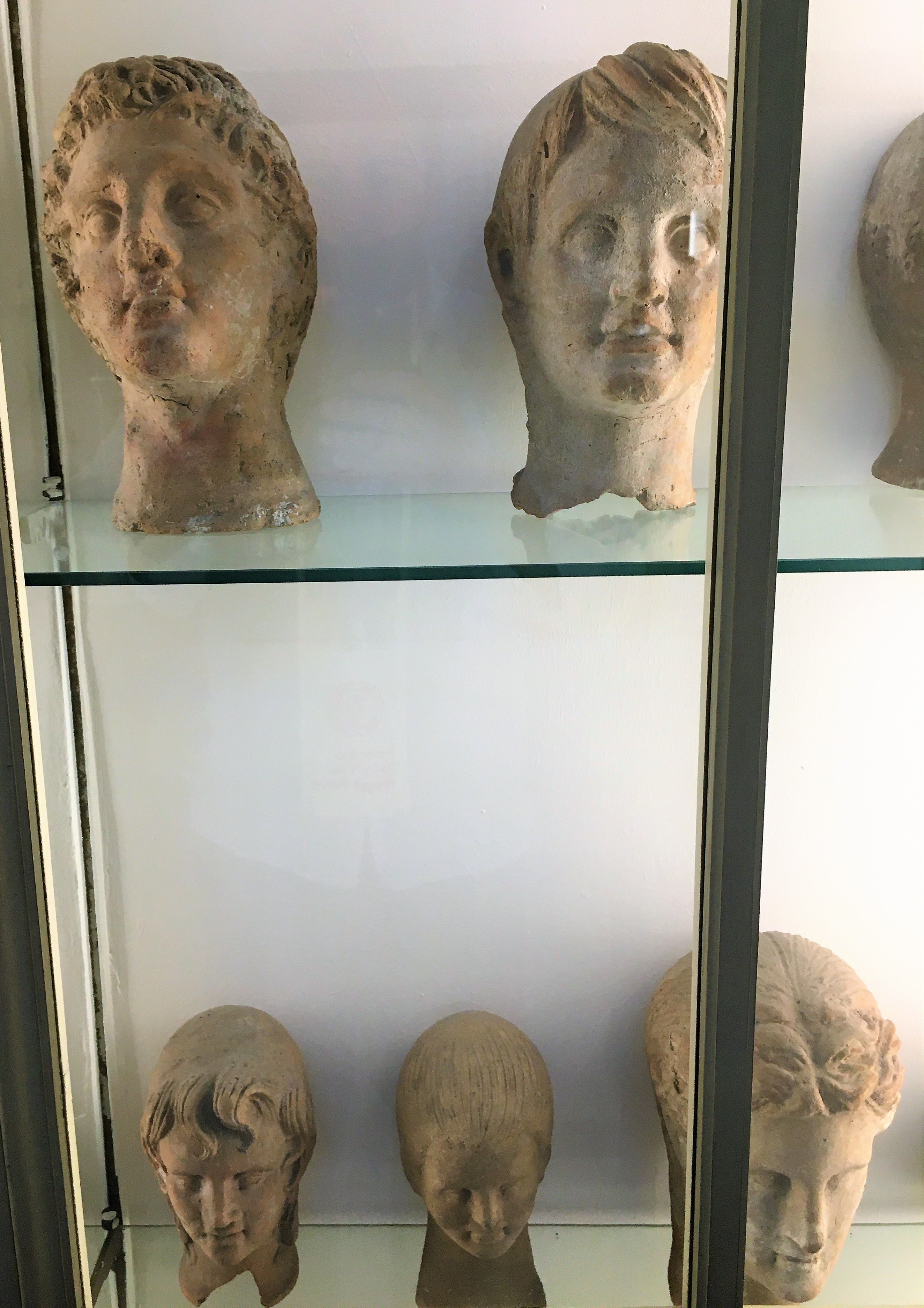
Ex voto fittili etruschi.

La civiltà dell'Italia peninsulare prima della conquista romana è testimoniata in Museo oltre che dalla ceramica, da un prezioso bronzetto umbro di guerriero (metà del V sec. a.C.) e dalla straordinaria serie di terrecotte votive, donata di papa Pio XI nel 1934 all’Università di Pavia, in forma di teste e parti anatomiche, databili in età ellenistica, provenienti da Caere, odierna Cerveteri. Tali reperti, originariamente depositati nei Musei Vaticani, giunsero a Pavia grazie all’impegno di Carlo Albizzati.

### Gipsoteca
Appartiene al Museo Archeologico anche la Gipsoteca (una trentina di pezzi circa) che conserva calchi in gesso in scala 1:1 di opere famose della scultura classica, dall’età arcaica fino all’ellenismo, come il Discobolo, l’Apollo Sauroktònos, la Nike di Samotracia o l’Afrodite di Milo. I calchi, recentemente restaurati, furono acquistati nella prima metà del Novecento in Francia e presso il laboratorio milanese di Carlo Campi, che operò al servizio dell’Accademia di Brera.